# 愛知学院大学短期大学部
愛知学院大学短期大学部（あいちがくいんだいがくたんきだいがくぶ、英語: Junior College,Aichi Gakuin University、公用語表記: 愛知学院大学短期大学部）は、愛知県名古屋市千種区楠元町1-100に本部を置く日本の私立大学。1876年創立、1950年大学設置。大学の略称は愛知学院短大。

## 概観

### 大学全体
- 愛知県名古屋市千種区に所在する日本の私立短期大学で、設置主体は学校法人愛知学院[1]。
- 国内で最初に認可された短期大学149校[注 1]の1校として、1950年に昼間部、夜間部各1学科で開学した[2]。
- かつては人文系の学科を擁していたが、2008年度以降は後に設置された医療系の学科のみとなっている。

### 建学の精神（校訓・理念・学是）
- 愛知学院大学短期大学部の校訓：行学一体・報恩感謝

### 教育および研究
- 愛知学院大学短期大学部には現在、歯科衛生士を養成する学科がある。これは、旧来の歯科衛生専門学校を発展改組する形で設置されたもので、修業年限は3年制となっている。語学や国際感覚を養うことにも力をいれている。

### 学風および特色
- 愛知学院大学短期大学部は、宗教教育をベースとしていることから、「人と宗教」と称する科目があり、人間教育に力点をおいている。かつては男女共学で人文系の2学科があったが、2024年度現在、学生募集をしている歯科衛生学科（3年制）は女子のみの募集となっている。卒業生には短期大学士の学位が授与される。

## 沿革

### 略歴
- 愛知学院大学短期大学部は元々、愛知学院短期大学として短大制度が発足した1950年に商科1部・2部として設置された。さらに、勤労学生のために文科2部を増設。1954年に商科が廃止されてからは文科2部のみの単科短大となる。

1992年の学科増設により2学科体制（文科及び英語科）となる。文科1部は人間文化学科に改組後、2006年に廃止されたが、同短大では最も歴史の長い学科だということになる。2008年に英語コミュニケーション学科を廃止し、現在は3年制の歯科衛生学科のみとなっている。また2009年4月に歯科衛生学科の上位として専攻科（口腔保健学専攻・1年課程）を増設した。

### 年表
- 1876年
  - 曹洞宗専門支校として開校。
- 1949年
  - 10月 文部省[注釈 1]に短期大学[注 2]の設置認可に関する申請を行う[注 3]。なお、学科・専攻は以下の通りとなっている[注 4]。
    - 商学科 
      - 第一部 入学定員80名
      - 第二部 入学定員40名
- 1950年
  - 3月14日 左記を以て短期大学の設置が文部省[注釈 1]より認可される[注 5]。
  - 4月1日 左記を以て愛知学院短期大学が以下の学科体制にて開学する[注 6]。
    - 商学科 
      - 第一部 入学定員80名
      - 第二部 入学定員40名
- 1951年
  - 3月9日 学校法人が成立する[12]。
  - 4月1日 以下の学科を増設する[13]。
    - 文科2部 入学定員25名
- 1952年
  - 4月1日 以下の学科について、この年度で学生募集を最終とする[注 7]。
- 1954年
  - 3月31日  左記をもって以下の学科について正式に廃止される[15]。
    - 商科
      - 第一部
      - 第二部
- 1954年
  - 5月1日 学生数[16]/定員
    - 文科第二部 74[注 8]/50
- 1990年
  - 4月1日 文科の入学定員を25[17]→50[注釈 2]に増員する[19]。
  - 5月1日 学生数[20]/定員
    - 文科第二部 104[注 9]/75
- 1991年
  - 4月1日 文科第二部の入学定員を50[注釈 2]→75[21]に増員する[注 10]。
  - 5月1日 学生数[24]/定員
    - 文科第二部 140[注 11]/125
- 1992年
  - 4月1日 以下の学科を増設する[25]
    - 英語科 入学定員100名[26]

  - 5月1日 学生数[注 12]/定員
    - 文科第二部 169[注 13]/150
    - 英語科 129[注 14]/100
- 1999年
  - 4月1日 愛知学院大学短期大学部と改称[29]。
  - 同 英語科を英語コミュニケーション学科に改称[29]。
  - 5月1日 学生数[30]/定員
    - 文科第二部 141[注 15]/150
    - 英語コミュニケーション学科 132[注 16]/100
      - 英語科 122[注 17]/100
- 2001年
  - 4月1日 文科を人間文化学科に改組[31]
- 2004年
  - 1月 平成16年度大学入試センター試験参加短期大学の1校となる[注 18]。
  - 4月1日 この年度で人間文化学科第二部の学生募集を最終とする[注 19]
- 2006年
  - 3月31日 左記をもって人間文化学科第二部を正式に廃止とする[35]。
  - 4月1日 以下の学科を増設する[35]。
    - 歯科衛生学科 入学定員100名[注 20]

  - 同 この年度で英語コミュニケーション学科の学生募集を最終とする[注 21]
- 2008年
  - 3月31日 左記をもって英語コミュニケーション学科を正式に廃止とする[37]。
- 2009年
  - 4月1日 専攻科の設置が認可され、以下の課程を設ける[38]
    - 口腔保健学専攻 入学定員10名
- 2014年
  - 1月 平成26年度大学入試センター試験参加短期大学の1校となる[39]。
- 2015年
  - 1月 平成27年度大学入試センター試験参加短期大学の1校となる[40]。
- 2016年
  - 1月 平成28年度大学入試センター試験参加短期大学の1校となる[41]。

## 基礎データ

### 所在地
- 愛知県名古屋市千種区楠元町1-100

### 交通アクセス
- 名古屋市営地下鉄東山線・名城線「本山駅」下車。

### 象徴
- 右記資料にあり[注 22]

## 教育および研究

### 組織

#### 学科
- 歯科衛生学科（3年制）入学定員100名[1]。卒業生には「短期大学士」の学位が授与される。卒業後、1年課程の「専攻科」を卒業することにより、4年制大学の卒業生と同等の資格（「学士」）を得ることができる。

##### 過去にあった学科
- 商科
  - 第一部 入学定員80名[注釈 3]
  - 第二部 入学定員40名[注釈 3]
- 人間文化学科 入学定員75名
- 英語コミュニケーション学科 入学定員100名

#### 専攻科
- 専攻科
  - 口腔保健学専攻（1年課程）入学定員10名[1]

　入学者は歯科衛生士としてより高度な医療技術を習得し、「学士（口腔保健学）」の学位の資格取得を目指す。そのため入学対象者は、歯科衛生にかかわる、3年制の短期大学または3年制の専門学校を卒業した者または入学時までに卒業見込みの者で、かつ本邦の歯科衛生士免許を取得済み、あるいは入学時までに取得見込みの者とする。

#### 別科
- なし

### 取得資格
- 現在は、歯科衛生学科では歯科衛生士国家試験受験が取得できる。
- なお、人間文化学科では中学校教諭二級免許状（社会）[注 23]、英語コミュニケーション学科では（英語）[45]となっていた。

#### 附属機関
- 「短期大学部図書館」は平成22年4月に短期大学部が設置されている楠元キャンパス内の愛知学院大学歯学・薬学図書館情報センターに併合された。

#### 研究
- 『愛知学院短期大学研究紀要』[47]
- 『閑花集 愛知学院大学短期大学部人間文化学科五十五年記念論集』[48]

## 学生生活

### 部活動・クラブ活動・サークル活動
- 愛知学院大学短期大学部におけるクラブ活動は、大学との合同であるため、体育系・文化系を含めて様々な活動団体がある。

### 学園祭
- 愛知学院大学短期大学部の学園祭は「楠元祭」という名称で毎年6月に開催されている。キャンパスの所在地が「楠元町」であることに因んでいるものとみられる。大学（歯学部・薬学部）と合同で行われている。

### その他
- 学生食堂を利用する短大生はごく僅かで、むしろ手作り弁当を食べる人が多い。

## 施設

### キャンパス
- 学生ホール
- コンビニエンスストア
- 110周年記念講堂ほか

## 対外関係

### 他大学との協定
- 過去に、アメリカ・ミシガン大学と協定を結んでいた。

### 姉妹校
- 愛知学院大学